# Lithobius nickii
Lithobius nickii är en mångfotingart som beskrevs av Karl Wilhelm Verhoeff 1937. Lithobius nickii ingår i släktet Lithobius och familjen stenkrypare. Inga underarter finns listade i Catalogue of Life.